# Västerås domkyrkodistrikt
Västerås domkyrkodistrikt är ett distrikt i Västerås kommun och Västmanlands län. 
Distriktet ligger i Västerås. 

## Tidigare administrativ tillhörighet
Distriktet inrättades 2016 och utgörs av en del av området som Västerås stad omfattade till 1971, huvuddelen av området som före 1918 utgjorde Västerås stad samt det område som till 1918 utgjorde Sankt Ilians socken.
Området motsvarar den omfattning Västerås domkyrkoförsamling hade vid årsskiftet 1999/2000 och som den fick 1991 efter utbrytning av Viksängs församling.